# Маса Сонця
Ма́са Со́нця (або Сонячна маса, M☉) — позасистемна одиниця вимірювання маси, що є стандартною в астрономії й застосовується для запису маси великих об'єктів Всесвіту: зір, зоряних скупчень, туманностей та галактик, галактичних скупчень та надскупчень. Також подекуди ця одиниця застосовується для коричневих карликів та інших субзоряних об'єктів. Для вимірювання мас планет, здебільшого застосовується маса Юпітера. Маса Сонця приблизно дорівнює:
{\displaystyle M_{\bigodot }=(1,98847\pm 0.000007)\times 10^{30}} кг,
тобто близько двох нонільйонів кілограмів, 333 000 мас Землі або 1047 мас Юпітера.

## Історія вимірювань
Перша відома оцінка маси Сонця була проведена сером Ісааком Ньютоном і описана в його роботі Principia Mathematica в 1687 році. За його оцінкою, співвідношення мас Землі й Сонця було 1 до 28700, що більш ніж на порядок відрізняється від сучасного значення. Пізніше він виявив, що це значення маси було розраховане виходячи з помилкового значення відстані до Сонця. У третьому виданні своєї книги співвідношення мас було вже 1 до 169 282, що суттєво ближче до сучасного значення, хоча все ще менше за нього майже вдвічі. Наразі міжнародно визнаним є застосовувати співвідношення маси Землі до Сонця 1 до 332 946.
Інші дві величини, необхідні для розрахунку безпосередньо маси — гравітаційна стала та велика піввість орбіти Землі — були визначені пізніше. Гравітаційна стала була вперше розрахована Генрі Кавендишем в 1798 році за допомогою спеціальних «крутильних терезів» (англ. torsion balance). Значення відрізнялося від сучасного на 1%, хоча розрахована похибка була суттєво більшою. Добовий паралакс Сонця був точно виміряний під час транзитів Венери в 1761 і 1769 роках, що дало значення 9″(кутова секунда). За значенням добового паралаксу можна визначити відстань до Сонця з геометрії Землі.
Радіус орбіти Землі розраховувався з денного паралакса Сонця шляхом спостереження проходження Венери по його диску в 1761 та 1769 роках. Згідно з розрахунками тих часів, він складав 9 кутових секунд. Сучасне значення - 8″.794 148

## Розрахунок
Маса Сонця не може бути виміряна безпосередньо через своє величезне значення. Однак її можна визначити за обертанням тіл навколо Сонця. Причому тіло має бути достатньо масивним, щоб на нього не мали суттєвого впливу інші тіла (окрім Сонця), але при цьому його маса все ще має бути нехтовно малою порівняно з масою Сонця. На щастя, таких тіл в Сонячній системі щонайменше вісім — це всі планети, зокрема Земля.
Розрахунок маси Сонця з параметрів системи Сонце—Земля здійснюється, виходячи з третього закону Кеплера та значень:
- гравітаційної сталої {\displaystyle G=6.67384\cdot 10^{-11}{\frac {m^{3}}{kg\cdot s^{2}}}}
- тривалості сидеричного року {\displaystyle T_{yr}=365.25d=31557600s}
- великої піввісі земної орбіти {\displaystyle L_{AU}=1.496\cdot 10^{11}m}

{\displaystyle M_{\bigodot }={\frac {4\pi ^{2}(L_{AU})^{3}}{G(T_{yr})^{2}}}}Отримане значення становить приблизно {\displaystyle M_{\bigodot }=1,989\cdot 10^{30}kg}

## Чому маса Сонця не є сталою
Сонце втрачає масу, оскільки в його ядрі відбуваються реакції ядерного синтезу, вивільняючи електромагнітну енергію і нейтрино, а також викидаючи речовину з сонячного вітру. Воно викидає близько (2-3)×10-14 М☉ на рік. Швидкість втрати маси зростає, коли Сонце переходить у стадію червоного гіганта, збільшуючись до (7-9)×10-14 М☉ на рік, коли зоря досягає вершини гілки червоного гіганта. На асимптотичній гілці вона зростає до 10-6 М☉ на рік, а потім досягає піку зі швидкістю від 10-5 до 10-4 М☉ на рік, коли Сонце утворює планетарні туманності. На той час, коли Сонце стане білим карликом, воно втратить 46% своєї початкової маси. Маса Сонця зменшується відтоді, як воно утворилося. Це відбувається приблизно в однакових кількостях внаслідок двох процесів. По-перше, в ядрі Сонця водень перетворюється на гелій шляхом ядерного синтезу, зокрема протон-протонних ланцюгів, і ця реакція перетворює частину його маси на енергію у вигляді гамма-променів. Більша частина цієї енергії зрештою випромінюється Сонцем. По-друге, високоенергетичні протони та електрони в атмосфері Сонця викидаються безпосередньо в космос у вигляді сонячного вітру або коронального викиду маси. Швидкість втрати маси раннього Сонця була набагато вищою, ніж сьогодні, і, можливо, воно втратило 1-7% своєї початкової маси за час життя на головній послідовності. Сонце набирає дуже малу кількість маси від зіткнень з астероїдами та кометами. Однак Сонце вже містить 99,86% загальної маси Сонячної системи, тому ці зіткнення не можуть компенсувати масу, втрачену внаслідок випромінювання і викиду. Навіть за нинішніх розмірів і до того, як Сонце втратить половину своєї маси, їй не вистачить маси, щоб закінчити своє життя як більш цікавий космічний об'єкт, як-от нейтронна зоря або чорна діра. NASA стверджує, що Сонце повинно мати приблизно у 20 разів більшу масу, ніж зараз, щоб врешті-решт повністю колапсувати та залишити після себе чорну діру.
Сонячний вітер — це величезні потоки заряджених частинок, які дмуть від сонця в космос зі швидкістю понад 500 км/с. Це явище може віднести стільки частинок від Сонця, щоб спричинити втрату маси в 4,3 мільйона тонн на секунду. Сонце також може втратити багато речовини за один раз через явище, яке називається корональними викидами маси (CME), які, за словами Центру прогнозування космічної погоди, відбуваються в результаті сильно закручених структур магнітного поля в нижніх шарах атмосфери Сонця.

## Схожі одиниці
Одну сонячну масу, M☉, можна перевести у відповідні одиниці:
- 27068510 ML (маса Місяця)
- 332946 M⊕ (маса Землі)
- 1047.35 MJ (маса Юпітера)

У загальній теорії відносності також часто корисно виражати масу в одиницях довжини або часу.
M☉ G / c2 ≈ 1.48 km (половина радіуса Шварцшильда Сонця)
M☉ G / c3 ≈ 4.93 μs (μs - мікросекунда)
Параметр сонячної маси (G-M☉), згідно з переліком Робочої групи I Відділу МАС, має наступні оцінки:
1.32712442099(10)×1020 m3s−2 (сумісно з TCG)
1.32712440041(10)×1020 m3s−2 (сумісно з TDB)